# Бариш (місто)
Бариш (тат. і чув. Барыш) — місто районного підпорядкування в Росії. Адміністративний центр Бариського району Ульяновської області та Бариського міського поселення.

## Географія
Місто розташоване на річці Бариш, за 139 км від Ульяновська.

## Відомі персоналії
- Ольга Абрамова — російська та українська біатлоністка.